# 瓦莱丽·格洛兹曼
瓦莱丽·格洛兹曼（Valerie Glozman，2006年11月22日—），美国女子网球运动员。格洛兹曼于2023年签约斯坦福大学，为其网球队效力。2024年3月，她赢得了一项FILA国际青少年锦标赛冠军。

## 个人生活
格洛兹曼来自西雅图的郊区贝尔维尤，她的父亲伊戈尔（Igor）是乌克兰裔犹太人，母亲平（Ping）是来自台湾。她的父亲在贝尔维尤的公共球场执教了她十多年。她的姐姐薇薇安（Vivian）曾在加利福尼亚大学和弗吉尼亚大学参加大学网球比赛。格洛兹曼曾就读于纽波特高中。
格洛兹曼于2023年签约位于帕罗奥图的斯坦福大学。 当时，根据Tennis Recruiting的评估，她被评为全美排名第二的新生，也是所有进入大学的球员中排名最高的一位。

## 青少年生涯
2018年，她在斯坦福大学赢得了12岁以下组别的Zimmerman Johnson锦标赛冠军。
2022年，她帮助美国队在青少年比利·简·金杯决赛中击败捷克队夺冠。在美国网球协会举办的18岁以下比利·简·金杯全国锦标赛中，她于2022年获得亚军，2023年进入半决赛。2022年，年仅15岁的她还获得了18岁以下全国室内网球锦标赛的亚军。
格洛兹曼于2022年在印第安韦尔斯赢得了复活节碗U16组冠军。第二年春天，作为头号种子的她以16岁之龄赢得了U18组冠军，成为九年来首位背靠背赢得复活节碗的选手。她参加了2022年和2023年的美网女子资格赛。
2023年5月，她在美国18岁年龄组中排名第二。在华盛顿州，由于缺少高水平的女性球员，她经常与水平很高的男性网球运动员一起训练。
2024年3月，17岁的格洛兹曼在2024年巴黎银行公开赛期间赢得了FILA国际青少年锦标赛冠军，她在半决赛中击败了二号种子、美国的伊娃·约维奇，决赛中击败了头号种子、塞尔维亚的特奥多拉·科斯托维奇，赢得了她的首个ITF J300级别冠军，并获得了一张进入2025年巴黎银行公开赛资格赛的外卡。

## 职业生涯
格洛兹曼将在2025年美国网球公开赛迎来她的大满贯正赛首秀，她在赢得一项大学外卡赛后获得了正赛外卡，决赛中她击败了德州农工大学的玛丽·斯托亚纳。